# Lilburn Boggs

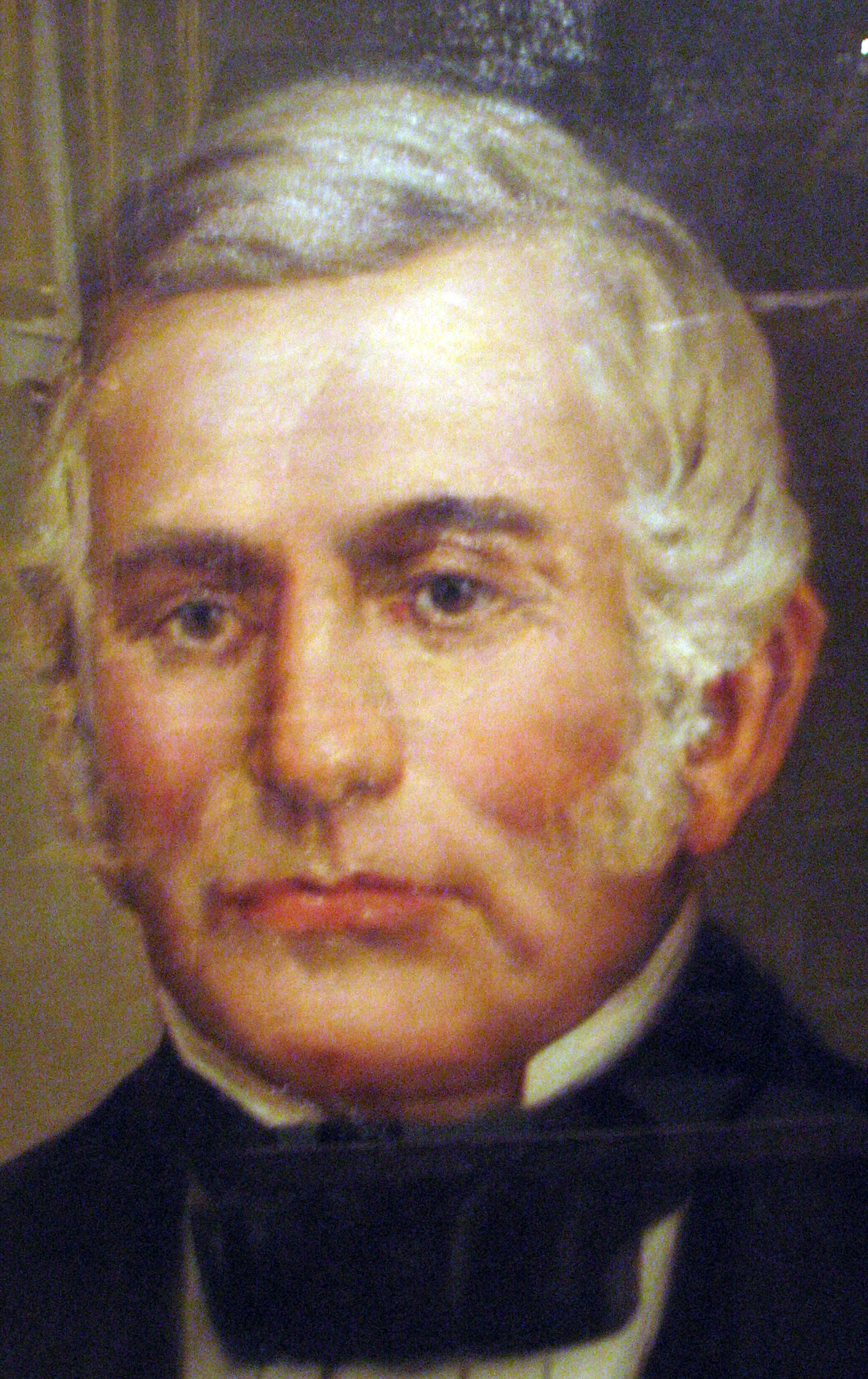
Lilburn Boggs

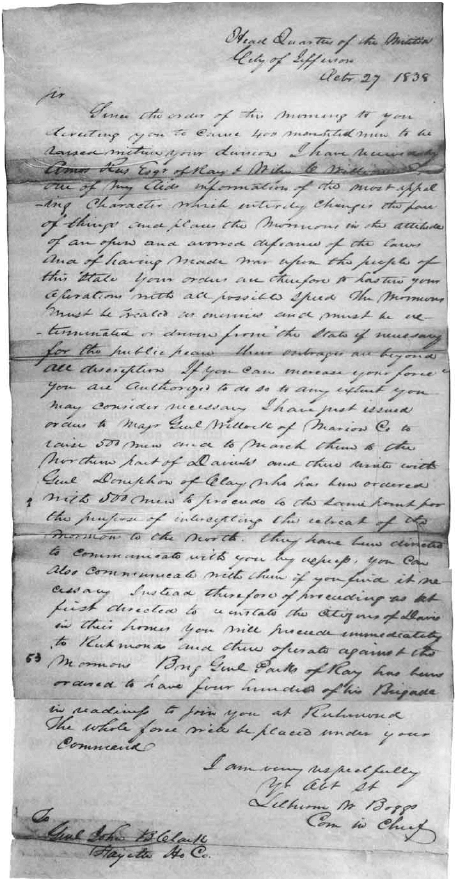
Missouri Executive Order 44

Lilburn Williams Boggs (* 14. Dezember 1796 in Lexington, Kentucky; † 14. März 1860 im Napa County, Kalifornien) war ein US-amerikanischer Politiker und von 1836 bis 1840 der sechste Gouverneur des Bundesstaates Missouri.

## Frühe Jahre und politischer Aufstieg
Boggs besuchte die örtlichen Schulen seiner Heimat in Kentucky. Im Jahr 1816 zog er in das damalige Missouri-Territorium. In seiner neuen Heimat arbeitete er im Bankgewerbe und als Händler.
1826 wurde er in das Repräsentantenhaus von Missouri gewählt. Anschließend wurde er Mitglied des Staatssenats. Dieses Mandat behielt er bis 1832. In diesem Jahr wurde er als Kandidat der Demokratischen Partei zum neuen Vizegouverneur seines Staates gewählt. Dieses Amt übte er bis 1836 aus. Am 30. September 1836 trat Gouverneur Daniel Dunklin von seinem Amt zurück, um eine Stelle bei der Bundesverwaltung anzunehmen. Dadurch wurde Boggs als dessen Stellvertreter sein Nachfolger.

## Gouverneur von Missouri
Zunächst musste Boggs lediglich die verbleibende Amtszeit von Dunklin beenden. Noch im selben Jahr wurde er selbst zum neuen Gouverneur gewählt. Seine vierjährige eigene Amtszeit begann am 23. November 1836. In seiner Amtszeit wurde das Schulwesen weitergefördert und die Bank of Missouri gegründet. Außerdem wurde das Staatskapitol erbaut. Damals kam es auch zu einem Konflikt zwischen dem Gouverneur und den in Missouri ansässigen Mormonen. Deren Lebensweise stieß bei anderen Siedlern auf Ablehnung und es kam im Land zu Spannungen, die der Gouverneur mit der Ausweisung der Mormonen beendete. Zu diesem Zweck setzte er die Nationalgarde ein. Dadurch wurden im Jahr 1838 die Mormonen unter deren Protest aus Missouri vertrieben. Die Ausweisungsverfügung wurde erst 138 Jahre später von Gouverneur Kit Bond aufgehoben.

## Weiterer Lebenslauf
Auch nach dem Ende seiner Amtszeit im November 1840 blieb Boggs politisch aktiv. Zwischen 1842 und 1846 war er erneut Mitglied des Senats von Missouri. Im Jahr 1842 wurde ein Attentat auf ihn verübt, bei dem er schwer verletzt wurde. Man vermutete einen Racheakt der Mormonen hinter der Tat. Der eindeutige Beweis dafür konnte aber nicht erbracht werden. Ein Verdächtiger aus diesem Kreis wurde wegen fehlender Beweise freigesprochen.
Im Jahr 1846 zog Boggs nach Kalifornien. Dort ließ er sich in Sonoma nieder. Während des Goldrausches betrieb er einen gut gehenden Laden. Danach war er Postverwalter in Sonoma. Von 1852 bis 1855 war er auch Mitglied des kalifornischen Staatsparlaments. Im Jahr 1855 zog er sich in den Ruhestand im Napa County zurück. Dort ist er am 14. März 1860 auch verstorben. Lilburn Boggs war zweimal verheiratet und hatte insgesamt zwölf Kinder.